# Vermiliopsis notialis
Vermiliopsis notialis är en ringmaskart som beskrevs av Monro 1930. Vermiliopsis notialis ingår i släktet Vermiliopsis och familjen Serpulidae. Inga underarter finns listade i Catalogue of Life.